# Enkele-oorspronghypothese
De enkele-oorspronghypothese, of monogenese, ook de Out of Africa-theorie (uit-Afrikamodel) genoemd, is een recent model om het ontstaan van de moderne mens te verklaren. De anatomisch moderne mens zou in Afrika ontstaan zijn en na vertrek uit Afrika de plaats ingenomen hebben van de mensen die daar eerder leefden en nu allemaal uitgestorven zijn. Volgens dit model trad er geen kruising op met die oudere vormen. De tegenhanger ervan is het multiregionale model.

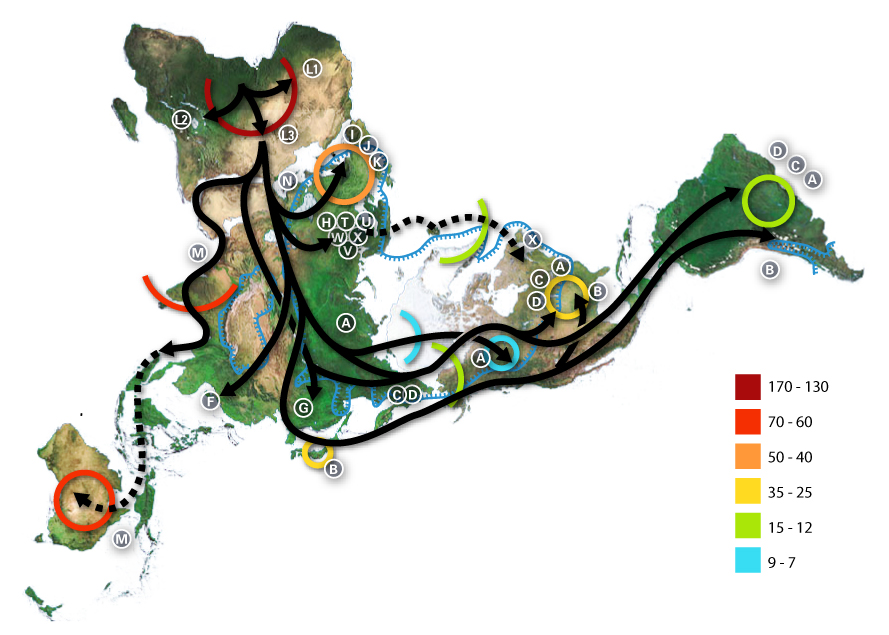
Kaart van vroege menselijke migraties volgens de mitochondriale populatiegenetica (getallen geven het aantal millennia voor heden aan). De letters op de pijlen geven groepen mensachtigen aan die tot dezelfde mitochondriale haplogroep behoren. Haplogroepen zijn een genetische indeling waarbij mensen worden ingedeeld naar de variatie in hun mitochondriale DNA.

## Premoderne mensachtigen (nog geensapiens)
Doordat er enerzijds zo weinig fossielen zijn en er anderzijds om de paar jaar belangrijke nieuwe vondsten worden gedaan zijn er veel meningsverschillen over de details en zelfs de hoofdlijnen van de evolutionaire geschiedenis van de mens. In de afgelopen decennia heeft men deze geschiedenis een paar keer moeten herzien, maar momenteel zijn onderzoekers het erover eens dat de oudste benoemde soort van het geslacht Homo, Homo habilis, ongeveer twee miljoen jaar geleden in Afrika is ontstaan en dat leden van dit geslacht enige tijd later uit Afrika wegtrokken.
De nazaten van deze oude migranten worden in Azië Homo erectus genoemd, bekend geworden door fossielen zoals die van de Pekingmens en de Javamens. Diens naaste verwanten in Afrika worden tegenwoordig als Homo ergaster geclassificeerd. In Europa zijn uit deze periode wel gereedschappen maar nog geen menselijke resten gevonden.

## Afrikaanse bewijzen voor 'moderne' mensen

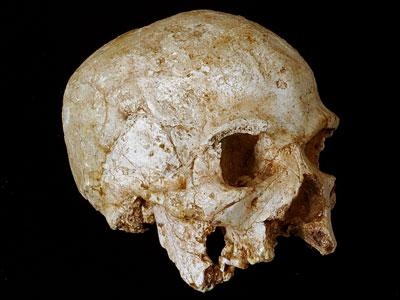
De in 1952 gevonden, 36000 jaar oude Hofmeyr-schedel ondersteunt het enkele-oorsprongmodel

Volgens het enkele-oorsprongmodel zijn echter alle soorten van het geslacht Homo op Homo sapiens na uitgestorven. Deze soort is tussen 100.000 en 200.000 jaar geleden in Oost-Afrika ontstaan uit Homo ergaster en begon daarna met een relatief recente uittocht aan de kolonisatie van de rest van de wereld.
Volgens het enkele-oorsprongmodel traden er geen kruisingen op tussen deze recente migranten en de verspreide afstammelingen van eerdere uittochten. Om die reden wordt het model ook weleens het 'vervangingsscenario' genoemd. Voor bewijzen ten gunste van hun stelling wijzen de aanhangers van dit model op fossielen en op het DNA, vooral op sequenties van mitochondriaal DNA en Y-chromosomaal DNA. Maar het model krijgt ook steun van nieuwe ontdekkingen in de genetica, archeologie, klimatologie en taalkunde. De genetische diversiteit in menselijke populaties is het grootst in het Afrikaanse continent. Er zijn nog vijftien mtDNA-afstammingslijnen ouder dan 80.000 jaar die allemaal kunnen worden teruggevoerd op een Afrikaanse oorsprong en maar een voor de rest van de wereld, die afstamt van L3. Dat wijst duidelijk op een vroege verspreiding van anatomisch moderne mensen in Afrika voordat ze in andere continenten werden aangetroffen. Op basis van puntmutaties in mitochondriaal DNA (mtDNA) en het menselijke Y-chromosoom is vastgesteld dat de oudste veranderingen in ons genoom tussen 150.000 en 190.000 jaar geleden in Afrika zijn opgetreden. Op grond van archeologische overwegingen is het dan aannemelijk dat de anatomisch moderne mens (AMM) geëvolueerd is uit een archaïsche voorloper, Homo heidelbergensis. Ook de neanderthaler stamde hiervan af.
Drie schedels in de buurt van het dorp Herto in Ethiopië, die gedateerd werden op ongeveer 160.000 jaar oud, werden aanvankelijk beschouwd als de eerste AMM. Daar kwam verandering in door recenter onderzoek van gereedschappen en menselijke overblijfselen die bij Kibish, aan de Omorivier in Ethiopië gevonden zijn door een team onder leiding van Richard Leakey en waarvan men eerder dacht dat ze ongeveer 130.000 jaar oud waren. Een zorgvuldig heronderzoek en kalium-argondatering bij locatie Omo 1 wijzen nu op een ouderdom van 195.000 jaar, waardoor dat een goede kandidaat is voor een vindplaats van voorouders van de AMM.
Er kunnen vier genetisch, etnisch, taalkundig en nu ook archeologisch duidelijk verschillende Afrikaanse populaties worden onderscheiden op basis van de L0 mutatie in het mtDNA van het menselijke genoom:
- De Khoisantalen sprekende mensen van het Capoïde ras (L1 = mtDNA, M91 = Y-chromosoom (chr) Haplogroep A genomen van zuidelijk Afrika) leidden tot de evolutie van de moderne Hazda van Tanzania en de Bosjesmannen (San) en de sprekers van de Hottentottalen (Khoikhoi). Volgens sommigen heeft deze groep veel kenmerken van de voorlopers van de moderne mens bewaard die niet meer bij andere populaties voorkomen. Zo zijn de klikgeluiden van de Khoisanvolkeren uniek (ze hebben meer dan 130 taalklanken tegenover 40 taalklanken in het Engels) en ook verder hebben ze eigenschappen die bij andere menselijke populaties verloren zijn gegaan. Deze groep kan afstammen van populaties die veel lijken op de vondsten bij de Borger Cave, de Klassiesrivier en de Leeuwengrot in zuidelijk Afrika waar een lang bestaande middenpaleolithische technologie wijst op een variatie in de voeding die kenmerkend is voor Homo sapiens en op het bestaan van handel in goederen met naburige groepen. De dominante technologie van dit gebied is Sangoan genoemd naar de typesite bij de Sangobaai in Oeganda maar ook Tumbian. De Sangoantechnologie was in gebruik van 120.000 jaar geleden tot 10.000 jaar geleden. De Blombosgrot, opgegraven tussen 1997 en 2000, moet dateren van langer dan 70.000 jaar geleden, maar was een typisch middenpaleolithische culturele assemblage die mogelijk verwant is aan de naburige Stillbay-assemblages. Aangetroffen werden een verzameling van benen gereedschappen, nauwkeurig gemaakte tweezijdig bewerkte stenen punten, stukken oker waarin volgens een duidelijk ontwerp gegraveerd is, een gegraveerd botfragment en bewijzen voor 'moderne' middelen van bestaan zoals vissen, die kenmerkend zijn voor bovenpaleolothische culturen vanaf 40.000 jaar geleden. Een gegraveerde kerfstok van 77.000 jaar oud is het eerste geboekstaafde bewijs dat mensen systematisch telden.
- De West-Afrikaanse genomen van de Niger-Congotalen en de Nilo-Saharaanse talen (mtDNA = L2 (59-78.000 jaar geleden), Y chr. = M60; begon 50 – 60.000 jaar geleden) leidden tot de populaties van de West-Afrikaan van de Ivoorkust en Slavenkust en de modernere Bantoegroepen. Deze groep voerde culturele innovaties door die pasten bij het leven in het regenwoud en bosgebied. De aanpassing aan deze ecologische gebieden was 88.000 jaar geleden duidelijk al vergevorderd met de uitvinding van de Katandaharpoen, de eerste ter wereld, die leidde tot de ontwikkeling van de Semlikiharpoencultuur.
- De genomen van de volkeren van de Mbuti en Bayakapygmeeën uit het Ituri en andere regenwoud van de Kongo hebben ook het M60 Y-chr. Em L2-mtDNA leidden tot de evolutie van de kleinere groepen die in de regenwouden van de Kongo overleven. Deze groep boog waarschijnlijk al vroeg af van de West-Afrikaanse genomen omdat de twee groepen nogal wat overeenkomstige kenmerken hebben. Hoewel de pygmeeën maar een klein percentage van de totale bevolking van Afrika vormen, neemt L2, dat alleen in Afrika voorkomt, wel een derde van de totale bevolking van dat continent voor zijn rekening. In het bosland en de regenwouden zijn weinig fossielen gevonden, wat deels te wijten is aan de zure grond en de ongunstige omstandigheden voor fossilisatie.
- De Ethiopische mtDNA L3 genomen van de Cushitisch sprekende mensen (overwegend afgeleid van de haplogroepen M en N, ongeveer 80.000 jaar geleden ontstaan) van deze groep splitsten waarschijnlijk alle andere groepen mensen op aarde zich af. Y chr. M168 (gedateerd op 30-79.000 jaar geleden), die voor het eerst in deze groep verscheen, komt ook voor in Jemen en Zuid-Arabië en is daarmee een aanwijzing voor de eerste golf uit Afrika. L3 kan afkomstig zijn van groepen mensen die lijken op de vondsten bij Ngaloba en Laetoli die gedateerd zijn op 120.000 jaar geleden. Deze groep had waarschijnlijk meer gemeen met de Khoisanide volkeren dan met de West-Afrikanen en de Mbutipygmeeën van de L2-lijnen. Ongeveer 125 AMM toonden al de flexibiliteit in voeding waarom ze bekend zijn: afvalbergen van oesterschelpen bij de Yuga Bay aan de Zuligolf van Eritrea duiden op het belang van schaaldieren voor wat wel 'de eerste oesterbar ter wereld' is genoemd.

Door het warme interglaciaal en de groene Sahara konden mensen die in Ethiopië en de zuidelijke Soedan leefden 115.000 jaar geleden naar het noorden reizen en door de Sinaï naar het huidige Israël trekken. Dat vormde de basis voor de Sahulpopulaties die in dat gebied zijn gevonden. Met de sterke afkoeling van het klimaat van ongeveer 90.000 jaar geleden werd het in het Midden-Oosten ook weer zeer droog, en het grote wild verdween. Toen er een einde kwam aan de droogte, waren de anatomisch moderne mensen die bij Jebel Qafseh in Israël zijn gevonden vervangen door groepen aan de kou aangepaste neanderthalers, wat blijkt uit vondsten bij Skhul in de grotten van het Karmelgebergte.
Recent DNA-onderzoek door onder andere Svante Pääbo zou het eerste genetische bewijs tegen dit model hebben opgeleverd, wat pleit voor een alternatief model waarin kruising optrad tussen de Afrikaanse immigranten en plaatselijke takken van het geslacht Homo zoals neanderthaler en denisovamens.

## Een enkele uittocht uit Afrika?

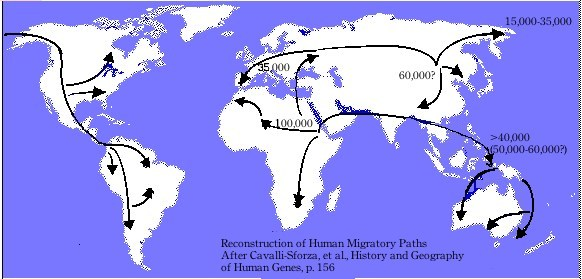
Cavalli-Sforzavisie op de migratiestromen van Homo sapiens

Ook als we aannemen dat alleen betrekkelijk recente migranten uit Afrika de voorouders zijn van alle niet-Afrikanen is het mogelijk dat er meer dan één migratie geweest is die afstammelingen heeft nagelaten. Alleen al omdat ze Afrika langs twee routes konden verlaten, een boven de Rode Zee langs en een eronderdoor.
De eerste en meest voor de hand liggende route is die vanuit Egypte, door de Sinaï naar het Midden-Oosten. Op deze route ligt een hindernis, namelijk de dorre woestijn van de Sahara en de Sinaï. Om die reden is deze weg alleen begaanbaar tijdens een interglaciaal optimum, wanneer de Sahara bedekt was met zoetwatermeren, rivieren en een overvloed aan wild.
De andere route gaat over de Bab el Mandeb, tussen Jemen en Djibouti. Ook op deze route ligt een grote hindernis, deze keer de Rode Zee met zijn verraderlijke riffen, reden waarom zij gewoonlijk alleen 'opengaat' als de zeespiegel sterk daalt. Als de zeespiegel dan daalt is dit gebied ook erg dor, zodat langstrekkende mensen dicht bij de kust zouden moeten blijven die nu diep onder water staat, wat het vinden van fossielen van mensen van lang geleden enorm bemoeilijkt.
Uit genetisch onderzoek valt op te maken dat de mens Afrika maar één keer verlaten heeft. De mtDNA M* en N* haplogroepen zijn afgeleid van de haplogroep L3 en dat suggereert één enkele uittocht uit Afrika. De verdeling van het M158 Y-chromosoom haplotype van de Euraziatische Adam laat een vergelijkbaar verhaal zien voor een periode tussen 30.000 en 79.000 jaar geleden. Uit paleoklimatologische gegevens uit de periode waarin men op grond van genetische gegevens denkt dat mensen Afrika verlieten, tussen 85.000 en 75.000 jaar geleden, valt op te maken dat er een geweldige woestijn moet zijn geweest vanaf de West-Afrikaanse kust tot aan de oostkust van Siberië. Deze woestijnen hielden de moderne mens vast aan de zuidkant van die lijn en beperkten de voedselopbrengst van culturen die vooral berustten op jager-verzamelaartechieken voor grasland en bosgebieden. De M*-haplogroepen bevestigen het bestaan van deze barrière waarschijnlijk. De daling van de zeespiegel in die tijd opende wel de tweede route om Afrika te verlaten en de ontwikkeling van een cultuur van strandjutters, bevestigd door de afvalbergen bij de oude kustlijn van Zula Bay maakte het mogelijk de opbrengst van de jacht op groot wild aan te vullen met voedzame schaaldieren.
De lage zeespiegel uit die periode maakte het waarschijnlijk ook voor het eerst in duizenden jaren mogelijk met droge voeten van de Golf van Aden naar de eilanden ten oosten van Java en tegenover Australië te lopen. Van de Y-chromosomale haplogroepen bevestigen vooral de haplogroepen M130 en M174 YAP deze hypothese omdat hun pad een route aangeeft langs de kustlijnen van Saoedi-Arabië, India, Zuidoost-Azië en Australië. Deze strandjutterscultuur verplaatste zich verder door het zuiden van China en Taiwan naar Japan en oostelijk Siberië. Daar werd ongeveer 8000-10.000 jaar geleden de M130-haplogroep door Na-Dené sprekende mensen naar de noordwestkust van Noord-Amerika gebracht.

## Voorstanders van de enkele-oorspronghypothese
- Chris Stringer
- Luigi Luca Cavalli-Sforza
- Stephen Oppenheimer
- Donald Johanson
- Spencer Wells
- Tim Crow
- Ian Tattersall

## Kritiek
- John Hawks bekritiseert de wijze waarop het idee wordt gepresenteerd in zijn eigen weblog.[2]
- Alan R. Templeton, Ph.D, van Washington University in St. Louis kwam in 1998 met een statistische analyse om het vervangingsmodel te ontkrachten. Volgens hem kan de huidige variatie in het huidige menselijke genoom alleen verklaard worden door drie uittochten uit Afrika: een omstreeks 1,9 miljoen jaar geleden, een omstreeks 700.000 jaar geleden en de recente uittocht van het vervangingsmodel.
- Door de recente ontdekkingen, dat de Neanderthaler en de Homo denisova zich gemengd hebben, moet de Enkele-oorspronghypothese aangepast worden.[3] Tegenwoordig wordt door de DNA-studies een beperkte hybridisatie model voorgesteld waarbij diverse nauw verwante ondersoorten incidentendeel genetische uitwisselingen met elkaar hebben. (zie Archaïsche Homo sapiens) Dit is een combinatie van de enkele-oorspronghypothese en het multiregionaal model.
- Dat deze theorie nog altijd geldigheid heeft, toont het anatomisch onderzoek van Westaway et al. aan, waarin een vele fossiele schedels uit Australië, Indonesië en het Midden-Oosten onderzocht werden.[4] De resultaten van dit onderzoek tonen aan, dat er geen sporen van de Javaanse Homo erectus bij de Australische fossielen aangetroffen zijn. De Aboriginals stammen niet af van de Javamens, zoals het oorspronkelijke multiregionale model voorspeld had.